# Falácia da conjunção
A falácia da conjunção (também conhecida como o problema de Linda) é uma falácia formal que ocorre quando se assume que condições específicas são mais prováveis do que uma única condição geral.

## Definição e exemplo básico
Eu sou particularmente dado à este exemplo [o problema de Linda] porque eu sei que a afirmação [conjunto] é menos provável, mesmo assim um pequeno homúnculo na minha cabeça continua pulando, gritando em minha direção—"mas ela não pode ser apenas uma caixa de banco; leia a descrição."— Stephen J. Gould 

O exemplo mais citado dessa falácia se originou com Amos Tversky e Daniel Kahneman. Embora a descrição e a pessoa retratadas sejam fictícias, a secretária de Amos Tversky em Stanford se chamava Linda Covington, e ele deu o nome dela à famosa personagem do puzzle.[carece de fontes?]
Linda tem 31 anos, é solteira, falante e muito inteligente. Ela se formou em filosofia. Quando era estudante, ela se preocupava profundamente com questões de discriminação e justiça social, e também participava de manifestações antinucleares.
O que é mais provável?
1. Linda é caixa de banco.
2. Linda é caixa de banco e participa do movimento feminista.

A maioria dos inquiridos escolheu a opção 2. No entanto, a probabilidade de dois eventos ocorrerem juntos (em "conjunção") é sempre menor ou igual à probabilidade de qualquer um ocorrer sozinho - formalmente, para dois eventos A e B, essa desigualdade pode ser escrita como {\displaystyle \Pr(A\land B)\leq \Pr(A)} e {\displaystyle \Pr(A\land B)\leq \Pr(B)} .
Por exemplo, mesmo escolhendo uma probabilidade muito baixa de Linda ser uma caixa de banco, digamos Pr(Linda ser caixa de banco) = 0,05 e uma alta probabilidade de ela ser feminista, digamos Pr(Linda ser feminista) = 0,95, e então, assumindo independência, Pr(Linda ser caixa de banco & Linda ser feminista) = 0,05 × 0,95 = 0,0475 < Pr(Linda ser caixa de banco).
Tversky e Kahneman argumentam que a maioria das pessoas entende esse problema errado porque usa um procedimento heurístico (um procedimento facilmente calculado) chamado representatividade para fazer esse tipo de julgamento: a opção 2 parece mais "representativa" de Linda com base na descrição dela, mesmo que fique claro matematicamente que é menos provável.
Em outras demonstrações, eles argumentaram que um cenário específico parecia mais provável devido à representatividade, mas cada detalhe adicionado tornaria o cenário cada vez menos provável. Desta forma, pode ser semelhante à vivacidade enganosa ou às falácias da bola de neve. Mais recentemente, Kahneman argumentou que a falácia da conjunção é um tipo de negligência da extensão.
Avaliar uma conjunção de dois eventos como mais provável do que apenas um dos eventos é um exemplo de erro de conjunção; a tendência humana de fazer isso em geral é conhecida como falácia da conjunção. Essa distinção é importante porque uma pessoa fazendo o raciocínio poderia cometer esses erros sem necessariamente ter uma tendência a cometer tais erros em geral, assim como as pessoas podem fazer apostas com um bom valor esperado em geral e ainda perder dinheiro em apostas específicas.

## Avaliação conjunta vs. separada
Em algumas demonstrações experimentais, a opção conjunta é avaliada separadamente de sua opção básica. Em outras palavras, um grupo de participantes é pedido para classificar a probabilidade de que Linda seja uma caixa de banco, uma professora do ensino médio e várias outras opções, e outro grupo é convidado a classificar a ordem se Linda é uma caixa de banco e ativa no movimento feminista vs. o mesmo conjunto de opções (sem "Linda é uma caixa de banco" como uma opção). Nesse tipo de demonstração, diferentes grupos de sujeitos classificam Linda como caixa de banco e ativa no movimento feminista mais do que Linda como caixa de banco.
Experimentos de avaliação separados precederam os primeiros experimentos de avaliação conjunta, e Kahneman e Tversky ficaram surpresos quando o efeito ainda foi observado sob avaliação conjunta.
Em avaliação separada, o termo efeito de conjunção pode ser preferido.

## Outros exemplos
Embora o problema de Linda seja o exemplo mais conhecido, os pesquisadores desenvolveram dezenas de problemas que suscitam de forma confiável a falácia da conjunção.

### Tversky & Kahneman (1981)
O relatório original de Tversky & Kahneman (posteriormente republicado como capítulo de um livro) descreveu quatro problemas que geraram a falácia da conjunção, incluindo o problema de Linda. Havia também um problema semelhante com um homem chamado Bill (que cabe bem no estereótipo de um contador — "inteligente, mas sem imaginação, compulsivo e geralmente sem vida" — mas que não cabe bem no estereótipo de um músico de jazz), e dois problemas em que os participantes foram pedidos de fazer previsões para 1981.
Especialistas em política foram solicitados a avaliar a probabilidade de que a União Soviética invadisse a Polônia e os Estados Unidos rompessem as relações diplomáticas, tudo no ano seguinte. Eles avaliaram em média como tendo 4% de probabilidade de ocorrer. Outro grupo de especialistas foi solicitado a avaliar a probabilidade de simplesmente os Estados Unidos romperem as relações com a União Soviética no ano seguinte. Eles deram uma probabilidade média de apenas 1%.

Em um experimento realizado em 1980, os entrevistados foram perguntados o seguinte:
Suponha que Björn Borg chegue à final de Wimbledon em 1981. Classifique os resultados a seguir, do mais para o menos provável.
- Borg vai ganhar a partida.
- Borg vai perder o primeiro set.
- Borg perderá o primeiro set, mas ganhará a partida.
- Borg vai ganhar o primeiro set, mas perder a partida.

Em média, os participantes classificaram "Borg perderá o primeiro set, mas ganhará a partida" como sendo mais provável do que "Borg perderá o primeiro set".

### Tversky & Kahneman (1983)
Tversky e Kahneman seguiram suas descobertas originais com um artigo de 1983 que examinou dezenas de novos problemas, a maioria deles com múltiplas variações. A seguir estão alguns exemplos.
Considere um dado regular de seis lados com quatro faces azuis e duas vermelhas. O dado será lançado 20 vezes e a sequência de azuis (A) e vermelhos (V) será registrada. Você é solicitado a selecionar uma sequência, de um conjunto de três, e ganhará R$25 se a sequência escolhida aparecer em lançamentos sucessivos do dado.
1. VAVVV
2. AVAVVV
3. AVVVVV

65% dos participantes escolheram a segunda sequência, embora a opção 1 esteja contida nela e seja mais curta do que as outras opções. Em uma versão em que a aposta de R$25 era apenas hipotética, os resultados não diferiram significativamente. Tversky e Kahneman argumentaram que a sequência 2 parece "representativa" de uma sequência causal.
Uma pesquisa de saúde foi conduzida em uma amostra representativa de homens adultos em British Columbia de todas as idades e ocupações.

 O Sr. F. foi incluído na amostra. Ele foi selecionado por acaso na lista de participantes.
Qual das afirmações a seguir é mais provável? (marque um)
1. O Sr. F. teve um ou mais ataques cardíacos.
2. O Sr. F. teve um ou mais ataques cardíacos e tem mais de 55 anos.

A probabilidade das conjunções nunca é maior do que de seus conjuntos. Portanto, a primeira escolha é mais provável.

## Críticas
Críticos como Gerd Gigerenzer e Ralph Hertwig criticaram o problema de Linda por motivos como o texto e o enquadramento . A questão do problema de Linda pode violar máximas conversacionais, pois as pessoas presumem que a questão obedece à máxima da relevância. Gigerenzer argumenta que algumas das terminologias usadas têm significados polissêmicos, cujas alternativas ele afirmava serem mais "naturais". Ele argumenta que o significado de provável ("o que acontece frequentemente") corresponde à probabilidade matemática em que as pessoas devem ser testadas, mas os significados de provável ("o que é plausível" e "se há evidência") não. O termo "e" tem até mesmo sido argumentado como tendo significados polissêmicos relevantes. Muitas técnicas foram desenvolvidas para controlar essa possível interpretação errônea, mas nenhuma delas mudou o efeito.

### Citações
1. ↑  Gould, Stephen J. (1988). «The Streak of Streaks». The New York Review of Books
2. 1 2 3  Kahneman & Tversky 1972.
3. 1 2  Kahneman, Slovic & Tversky 1982.
4. 1 2 3 4 5 6  Tversky & Kahneman 1983.
5. ↑  Kahneman & Tversky 2000, Evaluation by moments, past and future.
6. ↑  Kahneman 2011, pp. 156-165, Linda: Less is More.
7. ↑  Gigerenzer 1996.
8. ↑  Hertwig & Gigerenzer 1999.
9. ↑  Mellers, Hertwig & Kahneman 2001.
10. ↑  Moro 2008.
11. ↑  Tentori & Crupi 2012.